# Ferdinand Brucker
Ferdinand Brucker (* 8. Januar 1858 in Bridgeport, Saginaw County, Michigan; † 3. März 1904 in Saginaw, Michigan) war ein US-amerikanischer Politiker (Demokratische Partei).

## Werdegang
Brucker besuchte die Gemeindeschule in Bridgeport. Zwischen 1878 und 1881 war er Mitglied der staatlichen Miliz. Er promovierte 1881 am rechtswissenschaftlichen Institut der University of Michigan in Ann Arbor, wo er im gleichen Jahr als Anwalt zugelassen wurde. Brucker begann seine Anwaltstätigkeit in Saginaw. Von 1882 bis 1884 war er Stadtrat von East Saginaw, von 1888 bis 1896 Richter des Nachlassgerichts im Saginaw County sowie 1896 Delegierter zur Democratic National Convention in Chicago, auf der William Jennings Bryan erstmals als Präsidentschaftskandidat nominiert wurde.
Brucker wurde als Abgeordneter des achten Wahlbezirks von Michigan ins Repräsentantenhaus des 55. Kongresses gewählt. Seine Amtszeit ging vom 4. März 1897 bis zum 3. März 1899. Bei der Wiederwahl 1898 war er erfolglos und verlor gegen Joseph W. Fordney. Danach nahm Brucker seine Tätigkeit als Anwalt wieder auf.
Er starb in Saginaw und wurde auf dem Bridgeport Cemetery in Bridgeport beigesetzt. Sein Sohn Wilber M. Brucker war zwischen 1931 und 1932 Gouverneur von Michigan; er gehörte im Gegensatz zu seinem Vater der Republikanischen Partei an.